# Guillaume Bertrand
Guillaume Bertrand (* 15. Juli 1992 in Saint-Barnabé-Nord) ist ein kanadischer Biathlet.
Guillaume Bertrand lebt in Québec. Sein internationales Debüt gab er bei einem Sprintrennen 2015 in Ridnaun im IBU-Cup, wo er 122. wurde. Es folgte mit den Biathlon-Europameisterschaften 2015 die erste internationale Meisterschaft. In Otepää wurde er 93. des Einzels, 82. des Sprints und an der Seite von Macx Davies, Scott Perras und Matt Neumann Elfter im Staffelwettbewerb.